# Lærerværelset
Lærerværelset è una miniserie televisiva del 1994 diretta da Lars von Trier.